# Yvon Mvogo
Yvon Landry Mvogo Nganoma (* 6. června 1994 Yaoundé) je švýcarský profesionální fotbalový brankář kamerunského původu, který chytá za nizozemský klub PSV Eindhoven a za švýcarský národní tým.

## Klubová kariéra
Mvogo začal ve Švýcarsku s profesionálním fotbalem v klubu BSC Young Boys, kde se představil v A-týmu v roce 2013.
V sezoně 2013/14 si připsal 20 ligových startů.
S Young Boys si zahrál v Evropské lize 2014/15, kde se s týmem probojoval do základní skupiny I, kde číhali soupeři AC Sparta Praha (Česko), SSC Neapol (Itálie) a ŠK Slovan Bratislava (Slovensko).

## Reprezentační kariéra
Yvon Mvogo reprezentoval Švýcarsko v mládežnických kategorii U19 a U21.